# GJ 436b

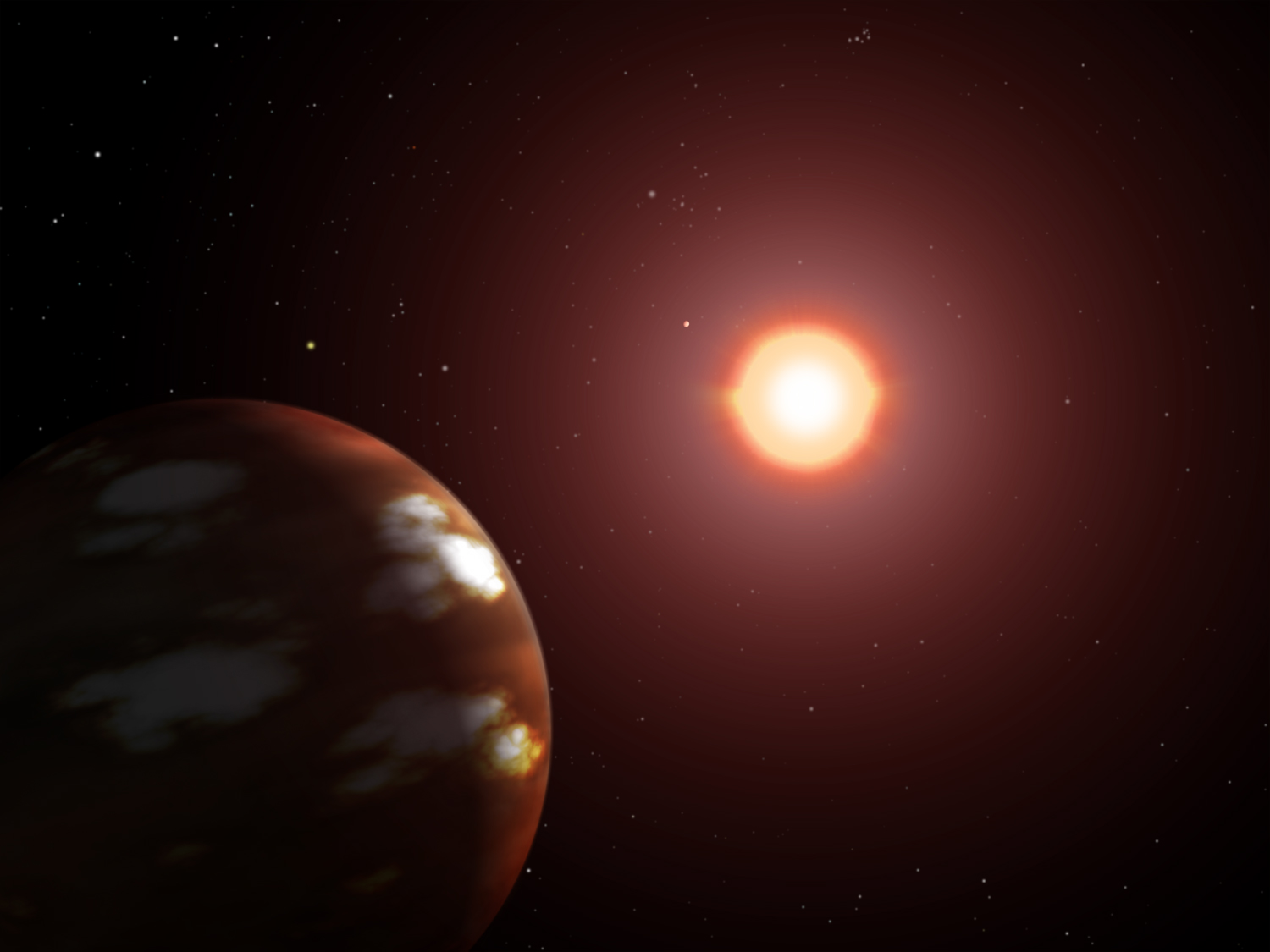
Impression av Gliese 436b

GJ 436b, även Gliese 436 b, är en exoplanet 30 ljusår från jorden i Lejonet. Den är ungefär lika stor som Neptunus. GJ 436b gör ett varv runt sin stjärna på 2,6 dygn. GJ 436b är minst sex miljarder år gammal, möjligtvis dubbelt så gammal.
GJ 436b har en enorm kometlik svans bestående av väte. Svansen är 50 gånger större än moderstjärnan. GJ 436b kan ha förlorat en tiondedel av sin atmosfär. Mekanismen kan förklara hur heta superjordar har bildats.